# Exit International
Exit International est une organisation internationale à but non lucratif prônant la légalisation de l'euthanasie volontaire et du suicide assisté. Elle était auparavant connue sous le nom de Voluntary Euthanasia Research Foundation (VERF Inc. ).
Exit International est fondée par Philip Nitschke en 1997 après l'annulation de la première loi au monde sur l'euthanasie volontaire, la loi sur les droits des malades en phase terminale (ROTI) promulguée dans le Territoire du Nord, en Australie. Au cours de la loi ROTI, Philip Nitschke devient le premier médecin au monde à administrer une injection légale, létale et volontaire.

## Activités
Le Peaceful Pill Handbook, un livre contenant des informations sur le suicide assisté et l'euthanasie volontaire, est publié par la branche américaine de l'organisation en 2006.
En 2011, Exit International dévoile le premier panneau d'affichage pro-euthanasie en Australie sur la Hume Highway près de Sydney. Cette action a rencontré une opposition lorsque le Bureau australien des normes de publicité a écrit à Exit International, les informant que la publicité pourrait être illégale car elle enfreindrait les lois de l'État sur l'aide ou l'incitation au suicide. Exit International a réussi à contrer ce point de blocage en faisant valoir que le langage utilisé sur le panneau d'affichage ne plaidait pas pour l'euthanasie, mais faisait plutôt référence uniquement au soutien du public à l'acte.
Avant le panneau d'affichage, Exit International a développé une publicité télévisée favorable à l'euthanasie volontaire, qui devait être diffusée en 2010. La publicité qui en a résulté devait être projetée le 12 septembre, mais n'a pas pu être diffusée après que l'approbation de la publicité a été retirée deux jours avant la projection, des préoccupations juridiques concernant la promotion de l'euthanasie et du suicide étant citées comme cause.
En 2017, Philip Nitschke annonce qu'Exit International a créé une application pour smartphone qui se connecte à un spectromètre infrarouge SCiO pour permettre de tester la pureté du Nembutal.

## Exit action
En 2016, Philip Nitschke annonce qu'Exit International forme un sous-groupe appelé "Exit Action" qui lance des campagnes d'action directe militantes pour faire pression sur les gouvernements afin qu'ils autorisent un accès illimité des adultes à l'euthanasie.